# 赫拉尼特利
《赫拉尼特利》（或意譯為《守護者》），是一部蘇聯奇幻電視劇，改編自英國作家J·R·R·托爾金創作的奇幻小說《魔戒》。該劇於1991年在列寧格勒電視台首次公映，在蘇聯解體後儲存該劇的錄影帶一度遺失，但於2021年在第五頻道的內部檔案庫尋回。
該劇是唯一一部由蘇聯製作的《魔戒》改編作品，而且保留了湯姆·龐巴迪和金莓等在彼得·傑克森執導的真人電影系列中被刪減的角色。然而，該劇的整體評價甚差，主要批評該劇的製作馬虎和廉價，以及對原著設定作出過多修改。

## 背景
《魔戒》是由J·R·R·托爾金創作的史詩奇幻小說系列，首部曲《魔戒現身》於1954年出版。雖然托爾金對該系列能否被影視化抱持懷疑態度，但出版商艾倫和安文一直有與不同片商洽談，唯一條件是不能為了商業理由而在創作上作出取捨。早期的改編版本均以動畫為主，其中包括由拉爾夫·巴克希執導的1978年同名動畫電影。《魔戒》的改編權在往後日子多次轉讓，製作了其他形式的改編版本。

## 劇情

湯姆·龐巴迪、金莓和四名哈比人在綠幕虛擬背景合成的木屋裡進餐

《赫拉尼特利》共有兩集，分別長50和64分鐘。
第一集由比爾博·巴金斯的生日派對開始。他在派對上放完煙花後便帶上至尊魔戒消失，令賓客們大為訝異。佛羅多·巴金斯在比爾博離開夏爾後繼承了魔戒。騎黑馬、披黑袍的戒靈隨即現身，並穿插史麥戈殺死德戈後變成墮落生物咕嚕的回憶片段。巫師甘道夫找上咕嚕，迫問他有關魔戒的事情。佛羅多和三名哈比人夥伴出發到雄鹿地，並在橫越老林時被老柳頭攻擊，幸得路過的湯姆·龐巴迪出手相救。龐巴迪將四人帶回家，並獲其妻子金莓設宴款待。過後，他們再度出發，然而他們遭到古墓屍妖阻攔，再一次身陷險境。
第二集由四名哈比人被古墓屍妖帶回棲身的墓塚開始。佛羅多在甦醒後呼喚龐巴迪，龐巴迪再度出現救下眾人。他們隨後穿過一片雪地抵達布理。他們在村中的躍馬旅店大吃大喝，佛羅多更與一名女子唱歌跳舞。過程中，佛羅多帶上魔戒隱身，令旅店的客人大驚。他隨即被亞拉岡拉走。亞拉岡在回到客房後表明身份，哈比人們同意與他一起行動。他們前往風雲頂，並在該處與戒靈們戰鬥，期間佛羅多被一名戒靈斬傷昏迷。餘下幾人成功突圍，帶著受傷的佛羅多去到瑞文戴爾。精靈王愛隆主持會議，波羅莫起初提出利用魔戒的力量對抗邪惡勢力，但最後眾與會者同意組成遠征隊到魔多，將魔戒投擲到末日火山中徹底毁滅。在回憶片段中，甘道夫拜訪白袍巫師薩魯曼，卻發現他已投靠邪惡勢力，並組建了一支半獸人大軍。薩魯曼將甘道夫囚禁於歐散克塔，但甘道夫被一隻巨鷹救走。回到瑞文戴爾，矮人金靂和精靈勒苟拉斯也加入遠征隊。他們隨即前往摩瑞亞，途中被一群半獸人襲擊。一番苦戰後，他們在穿過窄橋離開山洞後發現甘道夫在剛才與炎魔的戰鬥中身亡。脫險後，遠征隊來到羅斯洛立安，與精靈們一起跳舞，並會見了精靈女王凱蘭崔爾。佛羅多想將魔戒交給凱蘭崔爾，但被她一口拒絕。黑暗魔君索倫正透過索倫之眼尋找魔戒。波羅莫打算從佛羅多手上奪去魔戒但不果。最後，佛羅多和哈比人山姆離隊獨自前往魔多。

## 演員與角色
該劇的演出陣容包括：
- 安德雷·特尼特科（Андрей Тенетко） 飾演 亞拉岡／神行客
- 尼古拉·布羅夫（俄语：Буров, Николай Витальевич） 飾演 巴力曼·奶油伯
- 格奧爾基·希爾（俄语：Штиль, Георгий Антонович） 飾演 比爾博·巴金斯
- 葉夫根尼·索利亞科夫（Евгений Соляков） 飾演 波羅莫
- 安德雷·托欣（Андрей Толшин） 飾演 愛隆
- 瓦列裡·季亞琴科（Валерий Дьяченко） 飾演 佛羅多·巴金斯
- 艾蓮娜·索洛維（英语：Elena Solovey） 飾演 凱蘭崔爾
- 列吉娜·利亞雷基（俄语：Лялейките, Регина Ляоновна） 飾演 金莓
- 維克托·斯米爾諾夫（Виктор Смирнов） 飾演 咕嚕
- 維克多·科斯特斯基（英语：Victor Kostetskiy） 飾演 甘道夫
- 奧爾加·謝列布里亞科娃（Ольга Серебрякова） 飾演 勒苟拉斯
- 莉莉亞·莫琪娜（英语：Lillian Malkina） 飾演 羅貝拉·塞克維爾巴金斯
- 謝爾蓋·舍爾古諾夫（Сергей Шелгунов） 飾演 梅里雅達克·烈酒鹿
- 瓦季姆·尼基廷（Вадим Никитин） 飾演 皮瑞格林·圖克
- 弗拉基米爾·馬特耶夫（Владимир Матвеев） 飾演 山姆衛斯·詹吉
- 葉夫根尼·巴拉諾夫（Евгений Баранов） 飾演 薩魯曼
- 謝爾蓋·帕爾申（俄语：Паршин, Сергей Иванович） 飾演 湯姆·龐巴迪

此外，音樂家安德烈·羅曼諾夫為該劇擔任旁白。

## 製作
列寧格勒電視台在蘇聯臨近解體時製作了一部改編自奇幻小說系列《魔戒》首部曲《魔戒現身》的低成本電視劇，並曾在1991年公映一次，是唯一一部由蘇聯製作的《魔戒》改編作品。蘇聯解體後，有粉絲曾經翻查檔案，但卻找不到任何關於該劇的紀錄，令外界以為儲存該劇的錄影帶已經遺失，甚至有傳電影根本不存在。直至2021年，繼承列寧格勒電視台的第五頻道在內部檔案庫中發現該劇的原片，並將數碼版本上載到YouTube。由於該劇有出現湯姆·龐巴迪、金莓和古墓屍妖等在彼得·傑克森執導的《魔戒電影三部曲》中被刪減的角色，因此吸引了不少粉絲關注。該劇的對白是參考弗拉基米爾·穆拉維約夫和安德烈·基斯佳科夫斯基的1982年俄語譯本改編，且有一首由水族館樂隊成員安德烈·羅曼諾夫創作的主題曲。
該劇由納塔利婭·謝列布里亞科娃（Наталья Серебрякова）執導和編劇，拉里莎·列別傑娃（Лариса Лебедева）監製。導演謝列布里亞科娃原本在列寧格勒電視台的兒童節目部門工作，主要創作童話改編劇集，後來在為女兒物色童話書時注意到《哈比人歷險記》和《魔戒》，並被小說的魔幻氛圍所吸引，因而萌生將《魔戒》搬上大銀幕的念頭。由於該劇的製作時間臨近蘇聯解體，以致資金短缺、拍攝資源匱乏，大部份道具和服裝都是從電視台的儲物室隨便拿來使用。飾演梅里·烈酒鹿的演員謝爾蓋·舍爾古諾夫（Сергей Шелгунов）在訪問中憶述該劇只用了大約九小時拍攝，整部劇的製作亦在一星期內完成。飾演甘道夫的維克多·科斯特斯基亦指該劇的後期特效製作粗糙，而且道具嚴重不足，例如劇組只能為八名戒靈（原著小說中有九名）準備四隻馬匹，因此需要將同一鏡頭分兩次拍攝。

## 評價與反響
該劇的整體評價甚差，主要批評劇組使用簡陋的道具和場景設計，以及滑稽的綠幕特效。《衛報》的安德魯·羅斯將之形容為猶如來自另一個時代的製作，而《芝加哥論壇報》的邁克爾·菲利普斯亦批評該劇的道具古怪，咕嚕的戲服猶如萵苣，運用柔焦營造的魔法效果就像把髮蠟塗在鏡頭上，旁白（安德烈·羅曼諾夫飾）更像是跑錯戲棚的鬍子大叔，並以「瘋狂」和「迷失方向」來形容該劇，諷刺道該劇會令人忘記其實蘇聯也有拍過不少影視佳作。該劇亦因對原著劇情和設定作出不少修改而為人詬病。《外傳》批評該劇刪除了如甘道夫和炎魔戰鬥等不少原著中的經典橋段，無故加入角色們載歌載舞的場景，而且哈比人因為後製技術不足無法顯得比其他角色矮小，更斷言該劇甚至不能讓觀眾認出魔戒遠征隊的成員。REN電視台指該劇由於沿用了《童話後的童話》的演出陣容，因此改動了角色設定，例如將勒苟拉斯改為女性，由導演的女兒奧爾加·謝列布里亞科娃（Ольга Серебрякова）飾演，凱蘭崔爾變成肥胖的老婦人，甘道夫沒有戴帽子和蓄鬍子。英國廣播公司亦指該劇雖於一天內便在YouTube獲得過百萬的觀看次數，但劇情僅為蘇聯對《魔戒》的重新想象，風格古怪迷幻，與彼得·傑克森後來的史詩式改編相形見絀。而且，劇組只重用以前拍攝莎士比亞和洛佩·德·维加劇目時遺留下來的道具和服裝，因此令愛隆看起來像奧賽羅，甘道夫看起來像流浪騎士。該版本的甘道夫亦因此在Reddit上成為迷因。
儘管該劇在製作方面表現未如理想，西方媒體大多歡迎該劇重新上架。《衛報》的史都華·赫里蒂奇（Stuart Heritage）認為該劇雖然服裝簡陋，拍攝馬虎，至尊魔戒道具甚至看起來像一卷廁紙筒，但在適應該劇的荒誕感覺後會發現可取之處，例如創作團隊的熱誠和善用俄國寒冬作為拍攝背景的想法，令人好奇若果劇組有更多資源會拍出怎樣的佳作。《地鐵報》的阿利斯泰爾·麥喬治（Alistair McGeorge）亦指該劇的製作像是舞台劇而非電影，給人一種獨特的韻味。《娛樂周刊》的克里斯蒂安·霍爾布（Christian Holub）認為劇中湯姆·龐巴迪登場的橋段展現出猶如童話般的超現實主義。此外，兒童文學學者迪米特里·費米認為該劇將原著劇情和一些不相干的元素混合起來，令人會因好奇而想繼續追看，形容這種感覺為「差到一個好像又挺不錯的地步」。托爾金學者喬爾·梅里納（Joel Merriner）則認為該劇是反映末期蘇聯國情的最佳寫照，同時展示了面對壓迫時依然別具創意和智慧的蘇聯影視文化。

## 另見
- 哈比人 (芬蘭電視劇)
- 最後一位魔戒持有者（英语：The Last Ringbearer）

## 外部連結
- 互联网电影数据库（IMDb）上《赫拉尼特利》的资料（英文）